# (11167) Kunžak
(11167) Kunžak (1998 FD3) – planetoida z pasa głównego asteroid okrążająca Słońce w ciągu 3,49 lat w średniej odległości 2,3 j.a. Odkryta 23 marca 1998 roku.